# كبلر (فرقة)
كبلر (هانغل: 케플러) هي فرقة فتيات كورية جنوبية شكلتها سي جاي إي ان إم إنترتينمنت ديفيشن من خلال برنامج المسابقات الواقعية كوكب الفتيات 999 على قناة مينت في عام 2021.
تتكون الفرقة من سبع عضوات: كيم تشاي هيون، وهوينينج باهييه، وتشوي يو جين، وكيم دا يون، وكانغ يي سيو، وإيزاكي هيكارو، وشين شياوتينغ.
كانت الفرقة في الأصل مكونة من تسع أعضاء، وقد غادر العضوان السابقان كانغ يي سيو وساكاموتو ماشيرو الفرقة في يوليو 2024.

## روابط خارجية
- الموقع الرسمي